# Maiken Wexø
Maiken Wexø (født 18. april 1967) er en tidligere dansk tv-vært, tv-producer, programdirektør, kanalchef og nu chef for underholdning og events ved B.T.
Maiken Wexø begyndte sin karriere som 17-årig som tv-vært i fire år hos MTV efter at være droppet ud af gymnasiet. Efterfølgende blev hun vært på DR, hvor hun præsenterede programmer som Vild i varmen og 3773-Hitservice.
I 1995 startede Wexø på Den Danske Filmskole, hvor hun uddannede sig på  tv-tilrettelæggerlinjen. Senere producerede hun tv, bl.a. for selskabet Easy Film, hvor hun var med til at lave Modepatruljen og Zulu Valg.
Hun var fra maj 2007 programchef på TV 2 og blev i maj 2007 chef for TV2 Networks, der omfatter TV 2 Charlie, TV 2 Film og TV 2 Zulu, hvor hun var indtil 2013. Fra januar 2014 til januar 2017 var Wexø programdirektør på Discovery Networks.
I 2015 fik den danske komiker Tobias Dybvad lavet en tatovering af Wexø på sin ene arm, da han i programmet Dybvaaaaad! igen fik lov til at bruge klip fra Kanal 4 og Kanal 5, efter at Wexø var blevet programdirektør og havde givet tilladelsen.
I 2018 blev hun chef for underholdning og events på B.T.